# Giáo hoàng Xíttô V
Sixtô V (Latinh: Sixtus V) là vị giáo hoàng thứ 227 của Giáo hội Công giáo.
Theo niên giám tòa thánh năm 1806 thì ông đắc cử Giáo hoàng năm 1585 và ở ngôi Giáo hoàng trong 5 năm 4 tháng 3 ngày. Niên giám tòa thánh năm 2003 xác định ông đắc cử Giáo hoàng ngày 24 tháng 4 năm 1585, ngày khai mạc chức vụ mục tử đoàn chiên chúa là ngày 1 tháng 5 và ngày kết thúc triều đại của ông là ngày 27 tháng 8 năm 1590.

## Trước khi thành giáo hoàng
Giáo hoàng Sixtus V sinh tại Grottammare, Montalto ngày 13 tháng 12 năm 1520 với tên thật là Felice Peretti. Ông là con của một người chủ trang trại nhỏ miền Ancône, trong Les Marches, ông vào dòng Anh em hèn mọn thuộc nhánh tu viện Phanxicô.
Tại đó, ông theo sự nghiệp nhà thuyết giảng cho đến khi vào tòa thẩm tra, trước tiên ở Venise (từ 1557 đến 1560) rồi ở Tây Ban Nha, nơi ông thuộc đoàn tùy tùng của đặc sứ Boncompagni, Grêgôriô XIII tương lai.
Năm 1566, ông được bổ nhiệm làm tổng đại diện của Dòng. Sau đó, ông nhận lấy các trách nhiệm mục tử bằng cách trở thành Giám mục Sant'Agata del Goti, rồi Fermo. 

## Giáo hoàng
Sau khi Giáo hoàng Grêgôriô XIII qua đời, hồng y Peretti dòng Phanxico đã được bầu làm Giáo hoàng ngày 24 tháng 4 năm 1585. Ông chọn tên là Sixtus V để kính nhớ Sixtus IV, một Giáo hoàng khác thuộc dòng Phanxicô. Trước đó ít lâu, cơ mật viện đã bầu một vị đại diện của một dòng hành khất tức Piô V, tu sĩ Đa Minh.

### Về chính trị
Ông lập lại trật tự cho cả Rôma và Lãnh Địa Giáo hoàng bằng những phương pháp bạo tàn và khủng khiếp. Vị tu sĩ Phanxicô khắt khe này đã bắt đầu một chiến dịch luân lý hoá trong thành phố Rôma và các quốc gia của ông.
Ngay khi vừa lên ngôi, Sixtô V cố gắng trước tiên là bảo đảm nền an ninh của các lãnh thổ của mình bằng cách lo diệt trừ giặc cướp quấy phá nước Tòa thánh. Ở Roma ông thẳng tay đạp tan những đồi phong, bại tục. Những người bị kết án tử hình rất nhiều và thuộc mọi tầng lớp xã hội mà chẳng có sự phân biệt nào cả.
Ông đấu tranh chống lại các quyền hành phong kiến địa phương, điều khiển một chính sách năng động về các công việc công cộng và việc làm: việc làm đầm lầy Pontins (trong tỉnh Rôma) hết độc hại cũng là một cách cung cấp việc làm cho nhiều người ăn xin. Ông mở rộng thư viện Vatican và bảo Domenico Fontana xây dựng phòng Sixtin.
Ông can thiệp vào chiến tranh tôn giáo ở Pháp, phạt vạ tuyệt thông Henry III (tức Henri IV sau này) nhưng không kết quả. Việc phê chuẩn và giúp đỡ trên phương diện tài chính sự xâm phạm tác hại của đoàn tàu Armanda Bất khả chiến bại (l'Invincible Armanda) do vua Felipe II dẫn đầu nhằm làm áp lực với nữ hoàng Anh Elisabeth cũng thất bại. 

### Xây dựng Rôma
Ông quan tâm sâu sắc đến các vấn đề đô thị và thường xuyên có kế hoạch chỉnh trang Rôma. Ông làm cho đô thị Rôma được phong phú bằng nhiều công trình công cộng và cung điện. Thành phố Roma ngày càng đẹp, xứng đáng với thủ đô của thế giới Công giáo. Vòm đền thờ Phêrô hoàn thành năm 1590.
Sang thế kỷ sau, Bernin hoàn tất công trình với 372 cột ở quảng trường. Ở trung tâm của quảng trường là một tượng đài Ai Cập cổ cao 25,5 m, nặng 320 tấn. Năm 1586, khi các công nhân chuyển nó về đây theo lệnh của Giáo hoàng Sixtus V, họ đã cẩn thận xem kỹ quả cầu bằng kim loại ở phía trên tượng đài. Theo lời đồn đại thì hài cốt của Caesar được giấu ở đây, nhưng họ không tìm được gì.

### Tổ chức giáo triều
Trong việc tổ chức giáo triều, Ông đã đặt hệ thống các thánh bộ đã tổ chức thành 15 thánh bộ Rôma.Trong đó có bộ Triều Nghị. Một Bộ của Giáo triều Rôma do Đức Giáo hoàng Sixtô V lập ra năm 1587, có nhiệm vụ chuẩn bị những vấn đề sẽ được xử lý tại các Hội nghị Giáo triều, đề nghị việc bổ nhiệm các Giám mục và giám sát việc quản trị các giáo phận. Nay Bộ này có tên là Thánh Bộ Giám mục. Các thánh bộ này đã giữ nguyên hình thức này cho đến năm 1906. Ông cũng ấn định con số các hồng y là 70.
Về thánh kinh, Sixtus cho ra đời bản dịch theo bản Bảy mươi (Septante) lấy tên là "Vulgata Sixtina"; bản dịch này do hơi vội vàng nên có khoảng 2000 lỗi dịch sai cần sửa chữa. Ông cũng ban cho cháu ông, Alessandro mới 15 tuổi rất nhiều ân huệ. Ông qua đời tại Rôma ngày 27 tháng 8 năm 1590.